# Aristolochia putumayensis
Aristolochia putumayensis O.C.Schmidt – gatunek rośliny z rodziny kokornakowatych (Aristolochiaceae Juss.). Występuje endemicznie w Peru.

## Morfologia
PokrójBylina pnąca o owłosionych pędach.
LiścieMają podłużnie owalny lub deltoidalnie owalny kształt. Mają 10–14,5 cm długości. Nasada liścia ma ucięty kształt. Ze spiczastym wierzchołkiem. Ogonek liściowy jest owłosiony i ma długość 4–5 cm.
KwiatyZebrane są w gronach. Dorastają do 6 cm długości.
OwoceTorebki o eliptycznym kształcie. Mają 6,5 cm długości.